# La ville est tranquille
La ville est tranquille és una pel·lícula francesa dirigida per Robert Guédiguian, estrenada el 2000.

## Argument
L'any 2000 a Marsella, Michèle, Paul, Viviane, Abderamane, Claude, Gérard, Ameline, Sarkis s'han d'enfrontar a les dificultats de la vida.
La Michèle és una treballadora de la subhasta de peix que s'ha proposat salvar la seva filla drogodependent. Paul traeix els seus sorprenents amics estibadors per convertir-se en taxista.
Viviane Froment és una músic que ja no suporta l'esquerra realista que representa el seu marit. Abderamane, transformat per la presó, busca ajudar els seus germans.
Claude té afinitats amb activistes d'extrema dreta. Gérard té una relació amb la mort, la seva i la dels altres, que es presta al misteri.
Els pares de Paul, jubilats, no tornaran a votar mai més. El cos d'Ameline mostra la salut que voldria inculcar a la gent recordant-los els seus orígens premonoteistes.
Sarkis lluita pel piano de cua que somia. Totes aquestes persones viuen històries singulars i entrellaçades que passen al mateix lloc al mateix temps, Marsella l'any 2000, i que, davant l'ascens de la insignificança i la confusió, avalen que la ciutat no és pacífica.

## Repartiment
- Ariane Ascaride : Michèle
- Jean-Pierre Darroussin : Paul
- Gérard Meylan : Gérard
- Jacques Boudet : Jean, pare de Paul
- Christine Brücher : Viviane Froment
- Jacques Pieiller : Yves Froment
- Pascale Roberts : mare de Paul
- Julie-Marie Parmentier : Fiona
- Pierre Banderet : Claude
- Alexandre Ogou : Abderramane
- Véronique Balme : Ameline
- Frédérique Bonnal : Mrs. Préférence Nationale
- Jacques Germain : M. Préférence Nationale
- Alain Lenglet : pianista
- Amar Toulé : Momo, germà d'Abderramane
- Patrick Bonnel : el carter
- Yann Trégouët : el jove que provoca Gérard
- Philippe Leroy : René

## Premis
- 14ns Premis del Cinema Europeu Premi Fipresci[3]
- Love International Film Festival Mons de 2001, premi al millor guió
- Seminci 2000 : Premi a la millor actriu per Ariane Ascaride i Espiga d'Or.[4]